# Вергуляса (комуна)
Вергуляса (рум. Verguleasa) — комуна у повіті Олт в Румунії. До складу комуни входять такі села (дані про населення за 2002 рік):
- Валя-Фетей (248 осіб)
- Вергуляса (582 особи)
- Винешть (78 осіб)
- Думітрешть (1049 осіб)
- Кезенешть (383 особи)
- Кукуєць (385 осіб)
- Погану (763 особи)

Комуна розташована на відстані 141 км на захід від Бухареста, 24 км на північ від Слатіни, 54 км на північний схід від Крайови.

## Населення
За даними перепису населення 2002 року у комуні проживали 3488 осіб. Усі жителі комуни рідною мовою назвали румунську.
Національний склад населення комуни:
| Національність | Кількість осіб | Відсоток |
| -------------- | -------------- | -------- |
| румуни         | 3487           | > 99,9%  |
| цигани         | 1              | < 0,1%   |

Склад населення комуни за віросповіданням:
| Релігія       | Кількість осіб | Відсоток |
| ------------- | -------------- | -------- |
| православні   | 3479           | 99,7%    |
| адвентисти    | 5              | 0,1%     |
| п'ятдесятники | 3              | 0,1%     |
| римо-католики | 1              | < 0,1%   |